# Radics Antal
Radics Antal (Érkeserű, 1726. november 12. – Cseklész, 1773. szeptember 15.) bölcseleti doktor, Jézus-társasági áldozópap és tanár, fizikus, plébános.

## Élete
1746. október 18-án a Jézus-társaságba lépett és Nagyszombatban a mennyiségtant, Budán a bölcseletet, ismét Nagyszombatban az egyházi és világtörténelmet adta elő 1769-ig, amely évben világi pappá és cseklészi plébánossá lett.

## Munkái
- Oratio de sanctissimae Virginis Mariae illibato conceptu. Tyrnaviae, 1758
- Szerencsés hadi esete Loyola szent Ignácznak, mellyet Jézus-társaságának nagyszombati akadémia templomában ... a megnevezett patriarkának ünnepe napján élő nyelvel hirdetett és azon universitásnak kivánságára nyomtatásban kibocsátott Uo. 1759
- Panegyricus Divo Ignatio de Lojola soc. Jesu fundatori dictus. Uo. 1759
- Introductio in philosophiam naturalem, theoriae P. Rogerii Boscovich accomodata et in usum auditorum philosophiae conscriptum. Budae, év n.
- Institutiones Physicae in usum discipulorum conscriptae. 1-2. Budae, Pest, 1766. (ugyanazon évben két különböző helyen is kinyomták)
- Principia Boscovichii singulari tractatu illustrata. Uo. 1765
- Institutiones logicae & metaphysicae in usum discipulorum. Uo. 1766